# Amylohyphus
Amylohyphus là một chi nấm thuộc họ Stereaceae.